# Brezje (Dubrava)
Brezje is een plaats in de gemeente Dubrava in de Kroatische provincie Zagreb. De plaats telt 121 inwoners (2001).